# Хорстмар
Хорстмар (њем. Horstmar) град је у њемачкој савезној држави Северна Рајна-Вестфалија. Једно је од 24 општинска средишта округа Штајнфурт. Према процјени из 2010. у граду је живјело 6.569 становника. Посједује регионалну шифру (AGS) 5566024, NUTS (DEA37) и LOCODE (DE HRA) код.

## Географски и демографски подаци
Хорстмар се налази у савезној држави Северна Рајна-Вестфалија у округу Штајнфурт. Град се налази на надморској висини од 77 метара. Површина општине износи 44,8 km². У самом граду је, према процјени из 2010. године, живјело 6.569 становника. Просјечна густина становништва износи 147 становника/km².

## Међународна сарадња
| Мјесто   | Држава    | Врста сарадње | Од    |
| -------- | --------- | ------------- | ----- |
| Варнвелд | Холандија | партнерство   | 1991. |
| Извор    |           |               |       |